# Эквадорский референдум по офшорным зонам (2017)
Эквадорский референдум по офшорным зонам прошёл 19 февраля 2017 года одновременно с 1-м туром всеобщих выборов. Он касался запрещения для политиков и государственных служащих иметь банковские счета и компании в т. н. «налоговых убежищах» (офшорах)
Предложение было одобрено большинством (5 миллионов) избирателей. Таким образом, политики и госслужащие в течение одного года должны перевести свои активы из офшоров В противном случае они потеряют свои посты и должности.

## Вопрос
На референдум был вынесен следующий вопрос::
«¿Está usted de acuerdo en que, para desempeñar una dignidad de elección popular o para ser servidor público, se establezca como prohibición tener bienes o capitales, de cualquier naturaleza, en paraísos fiscales?» 
«Согласны ли Вы, что для занимающих избираемые должности или для государственных служащих должен быть запрет на владение активами или капиталами любой природы в офшорных зонах?»

## Классификация налоговых убежищ
Налоговое ведомство Эквадора перед проведением референдума опубликовало резолюцию, определяющую критерии, по которым офшорные территории делились на две категории: предпочтительные налоговые режимы и низкие налоговые режимы. Предпочтительный налоговый режим — зона с эффективным налогом меньше, чем 60 % от корпоративного налога на прибыль (CIT) в Эквадоре, составляющим 13,2 %. Низкий налоговый режим — зона с эффективным налогом меньше, чем 60 % от 13,2%-го CIT в Эквадоре и отсутствием существенной экономической активности. На момент референдума был опубликован список офшорных территорий, в который вошли 28 зон в обеих Америках, 19 зон в Океании, 16 — в Европе, 13 — в Азии, 9 — в Африке и 2 — на прочих островных территориях.

## Кампания
Уходящий президент Рафаэль Корреа подчеркнул, что поддерживает предложение, выдвинутое на референдум, заявляя ранее, что офшорные зоны являются одной из главных проблем демократии.